# Örksche Schweiz

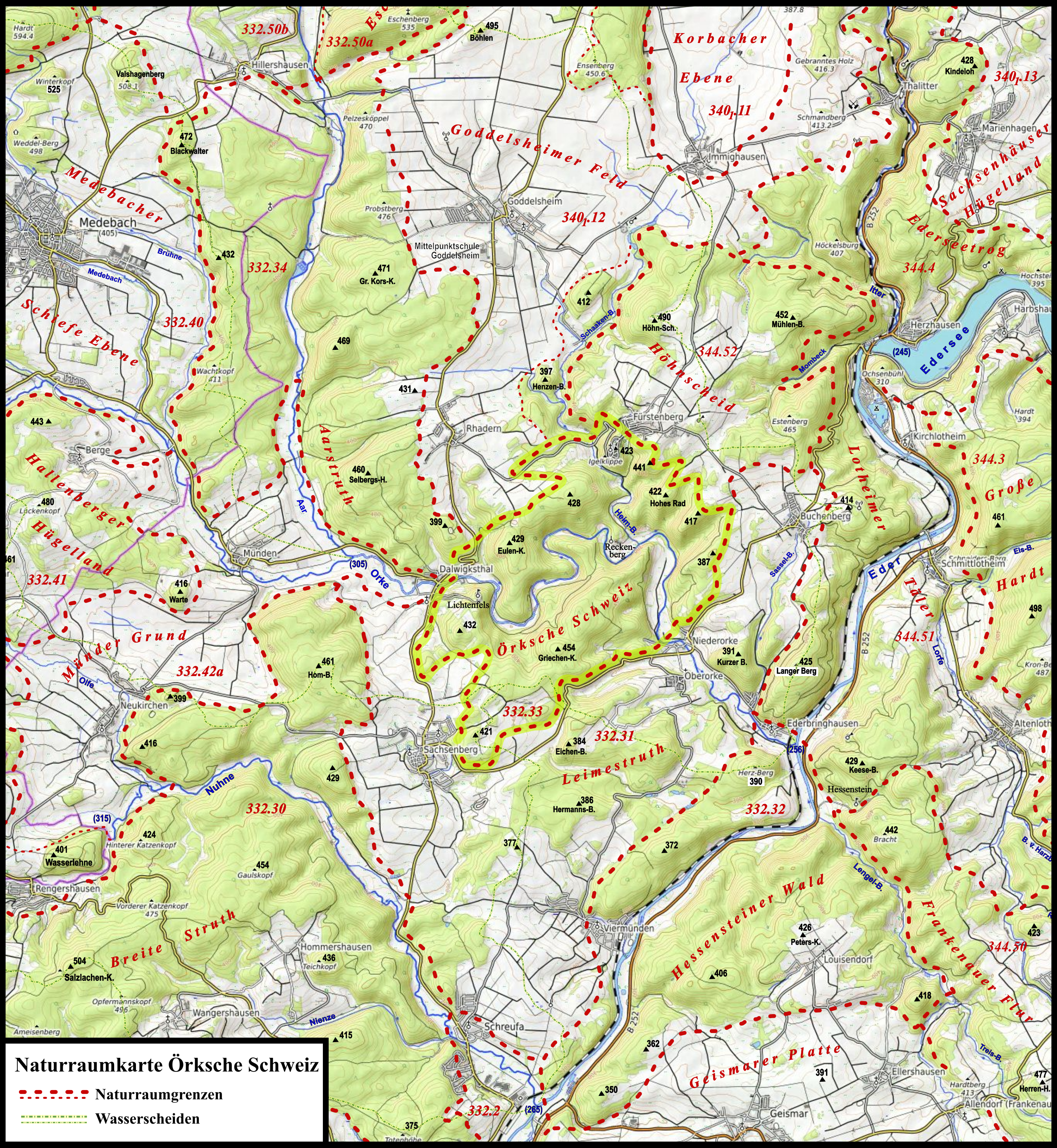
Karte des Naturraums nebst Nachbarschaft

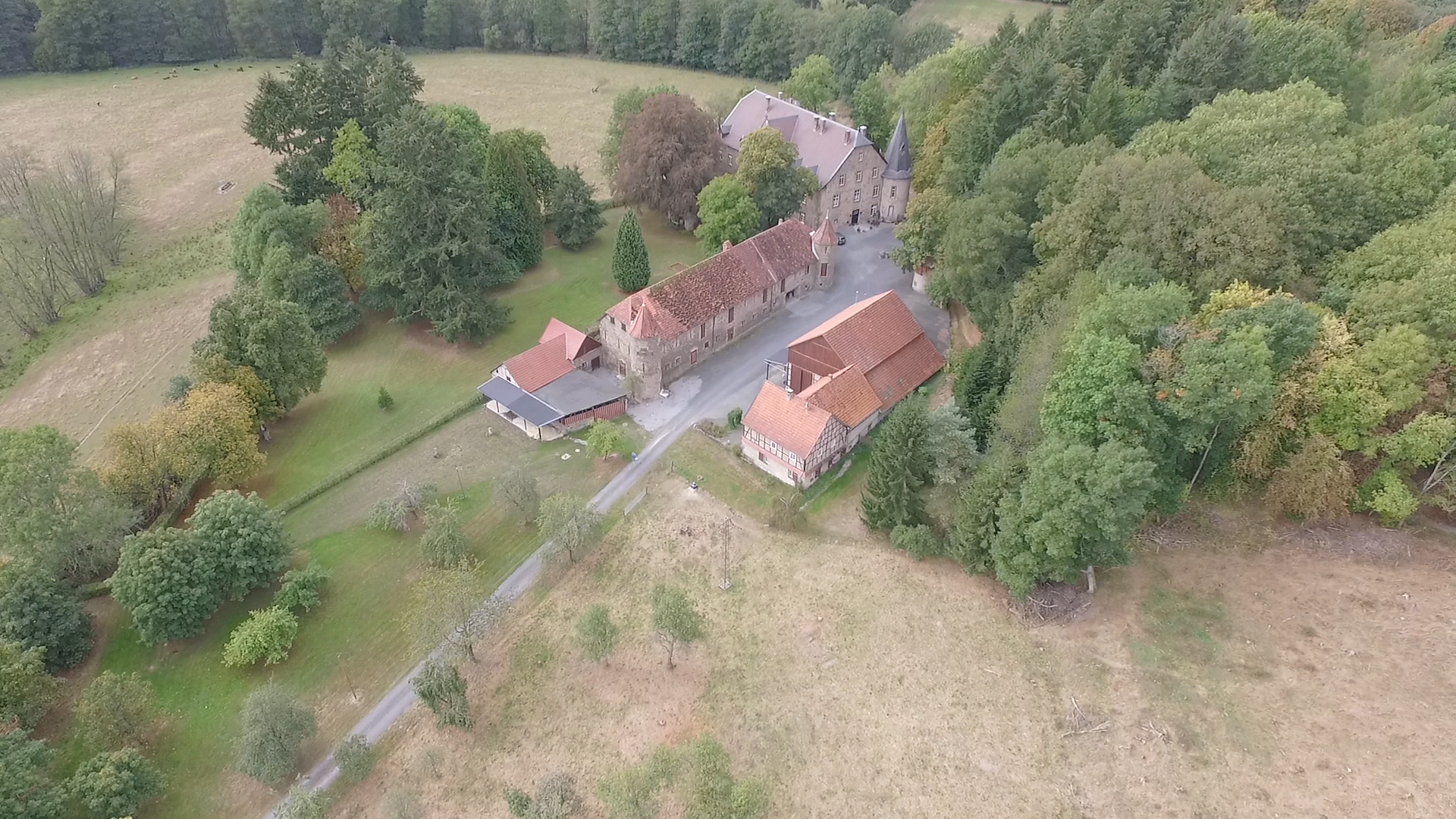
Schloss Reckenberg

Die Örksche Schweiz, auch Waldeckische Schweiz, ist ein Unter-Naturraum des Ostsauerländer Gebirgsrandes um das windungs- und felsenreiche Durchbruchstal der Orke zwischen Dalwigksthal am Fuße der Burg Lichtenfels und Niederorke, der auch das Seitental des Heimbachs vom Fuße Fürstenbergs an beinhaltet, im Landkreis Waldeck-Frankenberg, Hessen. Die Kreisstadt Korbach ist etwa 11 km entfernt (Nordnordost; Fürstenberg bis Stadtzentrum), der Edersee etwa 4 km (Nordost; Naturraumrand bis Westufer), das kurhessische Frankenberg etwa 8 km (Südrand bis Stadtzentrum) und das westfälische Medebach etwa 8 km (Nordwest; Dalwigksthal bis Stadtmitte).

## Landschaft

### Grenzen
Der Naturraum ist durch die L 3084 Sachsenberg–Niederorke nach Süden und die L 3076 Sachsenberg–Dalwigksthal–Rhadern nach Westen, die in geringem Abstand verlaufen bzw. noch knapp zum Naturraum gehören (Serpentinen der L 2076 unmittelbar nordöstlich von Dalwigksthal), deutlich von den Nachbarlandschaften getrennt. Nach Nordwesten trennt die Waldgrenze die Landschaft vom Goddelsheimer Feld, nach Nordosten sind in etwa der Talrand des Heimbachs und der dessen Südostrichtung aufnehmende Talrand der Orke unterhalb die Grenze. Jenseits des Heimbachs liegt Fürstenberg, die einst kleinste Stadt Waldecks, am Naturraumrand.
Rhadern liegt nordwestlich etwas außerhalb, Buchenberg östlich.

### Berge
Hauptberg des (größeren) Südflügels ist der Griechenkopf (454,4 m ü. NHN), der nach Nordwesten, vor Dalwigksthal, in den Eisenberg (432,4 m), auf dessen Nordostsporn Burg Lichtenfels steht, übergeht und nach Südwesten in die Hönscheid (421,3 m) unmittelbar östlich Sachsenbergs. Der Nordwestflügel kommt am Eulenkopf, nordöstlich gegenüber dem Eisenberg und Burg Lichtenfels, noch auf 428,6 m; ähnliche Höhen werden auch nordöstlich dessen erreicht.
Jenseits des Heimbachtals ragen fünf auffällige Riegel in den Naturraum (von Nord nach Süd): der eigentliche Fürstenberg nebst Igelklippe mit der Altstadt (um 423 m), der Südwestsporn des Hopfenbergs (um 441 m), das Hohe Rad (422 m), ein Namenloser (417 m) und der Arnsberg (um 387 m). Sie sind orographisch keine eigenständigen Berge, sondern Ausläufer der  Höhnscheid, die 2 km nordnordöstlich der Fürstenberger Altstadt 490,1 m erreicht und nominell ein Teil des Kellerwaldes ist (s. u.).

### Verkehr
Der Naturraum ist fast gänzlich frei von Verkehrswegen. Eine Ausnahme bildet die Kreisstraße 50 von Rhadern nach Fürstenberg, die ihn im Ostteil nördlich von innen flankiert und unmittelbar vor Fürstenberg sich ins Heimbachtal und dann in Serpentinen hinauf zur Zwergstadt windet. Am linken Heimbachufer zweigt von diesem eine Sackgasse ab, die, vorbei an der Unteren Mühle unterhalb der Igelklippe, auf halbem Wege die Heimbachseite wechselt und schließlich, unmittelbar vor der Orke, am einzigen Wohnhaus des Naturraums, Schloss Reckenberg, heute privater Gutshof, endet. Ferner gehören die Serpentinen der L 3076 unmittelbar nordöstlich von Dalwigksthal zum Naturraum.

### Schutzgebiete
Früher standen die Talmäander zwischen Burg Lichtenfels und Schloss Reckenberg unter Landschaftsschutz. Aktuell (2020) steht nur noch der ausgeräumtere Teil ab Reckenberg, der mehrheitlich auf dem Gebiet der Gemeinde Vöhl liegt, unter entsprechendem Schutz und ist Teil des Landschaftsschutzgebiets Auenverbund Eder. Allerdings wies der Landschaftsrahmenplan Nordhessen 2000 für die Gemeinde Lichtenfels ein geplantes LSG Orke- und Aartal aus, das mit einem 310 ha großen Naturschutzgebiet Mittleres Orketal kombiniert werden sollte.
Das Tal der Orke ist Teil des FFH-Gebiets Obere Eder; Edertal und Südflügel (ohne die Sachsenberger Hönscheid) liegen im Vogelschutzgebiet Hessisches Rothaargebirge.

## Naturräumliche Zuordnung
Im die Arbeiten aus dem Handbuch der naturräumlichen Gliederung Deutschlands verfeinernden Einzelblatt 1:200.000 111 Arolsen aus dem Jahr 1963 (Martin Bürgener), ohne Änderungen übernommen in Die Naturräume Hessens 1988 (Otto Klausing), ist die Örksche Schweiz wie folgt zugeordnet:
- (zu 33 Süderbergland)
  - (zu 332 Ostsauerländer Gebirgsrand)
    - (zu 332.3 Waldstruth)
      - 332.30 Breite Struth
      - 332.31 (Sachsenberger)[8] Leimestruth
      - 332.32 Hessensteiner Wald
      - 332.33 Örksche Schweiz
      - 332.34 Aarstruth

Die Zuordnung in dieser Zusammenstellung ist nicht unbedingt zwingend. Geomorphologisch ist die Örksche Schweiz die südwestliche Fortsetzung der Höhnscheid (Naturraum 344.52), die in der naturräumlichen Gliederung Teil des Kellerwaldes (344) geworden ist – obwohl sie deutlich links der Eder und rechts der Itter liegt (und auch landläufig nicht als Teil des Kellerwaldes gesehen wird – zumal sie außerhalb des Naturparks Kellerwald-Edersee liegt). Dieser Höhenzug setzt sich nordwestlich der Örkschen Schweiz auch in der eigentlichen Aarstruth mit der Selbergshöhe (460 m) südwestlich Rhaderns und dem Probstberg (um 480 m) westlich Goddelsheims fort, wo fast wieder Höhnscheid-Höhen erreicht werden. 
Die Sachsenberger Leimestruth hingegen erreicht, wie auch der links der Eder gelegene Teil des Hessensteiner Waldes, selbst in Höhenlagen keine 400 m und ist überdies reliefarm und außerhalb ihres Zentrums gerodet. Zwischen Sachsenberg und Schreufa steht Zechstein an.
Nördlich der Kammlinie von der Höhnscheid zur Aarstruth steht auch Rhadern, nominell in der Aarstruth gelegen, auf Zechstein. Die Felder um diesen Ort könnten daher auch als höchstgelegener Teil des Goddelsheimer Feldes (Einheit 3401.12 des Waldecker Gefildes 3401) interpretiert werden.

## Verwendung des Begriffs „Waldeckische Schweiz“
Mit Waldeckische Schweiz ist ursprünglich genau die Landschaft des Naturraums gemeint, die unter Örksche Schweiz präzisiert wurde. Die „Stadt“ Lichtenfels, auf deren Gebiet alle umgebenden Orte außer Niederorke und Buchenberg liegen, versucht indes diesen Begriff als angebliches Synonym für ihr Gemeindegebiet zu vermarkten:

„Die Stadt Lichtenfels mit ihren acht einzigartigen Stadtteilen Dalwigksthal, Fürstenberg, Goddelsheim, Immighausen, Münden, Neukirchen, Rhadern und Sachsenberg bilden zusammen die „Waldeckische Schweiz“.“

Beim Realitätsabgleich wird man indes finden, dass Sachsenberg und Rhadern Acker-Höhendörfer im Zechstein ohne nennenswerte lokale Reliefenergie sind, Goddelsheim und Immighausen Ackerdörfer in mittlerer Höhenlage des Goddelsheimer Felds bzw. geringerer der Korbacher Ebene im Zechsteingürtel des Waldecker Gefildes sind und Münden und Neukirchen gar im Münder Grund, dem flachwelligsten Teil der Medebacher Bucht, liegen.
Oftmals wird der Begriff Waldeckische Schweiz auch spontan fehlgedeutet und als Teil des Edersee-Gebiets oder des Waldecker Uplands interpretiert.